# 1829 Dawson
1829 Dawson (1967 JJ) là một tiểu hành tinh vành đai chính được phát hiện ngày 6 tháng 5 năm 1967 bởi Cesco, C. U. và Klemola, A. R. ở El Leoncito.